# La Genevraie
La Genevraie är en kommun i departementet Orne i regionen Normandie i nordvästra Frankrike. Kommunen ligger i kantonen Le Merlerault som tillhör arrondissementet Argentan. År 2022 hade La Genevraie 91 invånare.

## Befolkningsutveckling
Antalet invånare i kommunen La Genevraie
| Referens: INSEE |